# Achaearanea micratula
Achaearanea micratula är en spindelart som först beskrevs av Banks 1909.  Achaearanea micratula ingår i släktet Achaearanea och familjen klotspindlar.
Artens utbredningsområde är Costa Rica. Inga underarter finns listade i Catalogue of Life.